# Voiturette

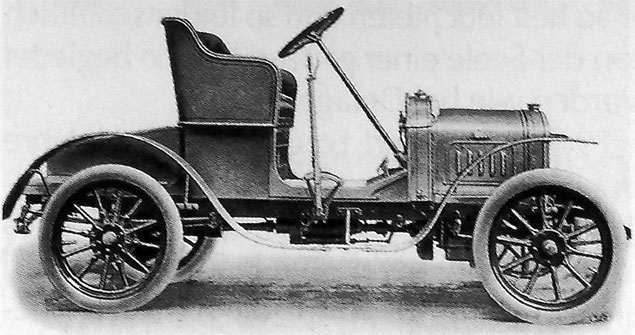
Uma voiturette da Delage de 1906.

O termo voiturette é o diminutivo da palavra francesa para automóvel, voiture, que designa o que hoje conhecemos como microcarros.

## Origens
O termo voiturette foi registrado pela primeira vez por Léon Bollée em 1895 para dar nome ao seu "novo" triciclo motorizado.

## Galeria
- A primeira voiturette de Léon Bollée de 1895.
- Um Renault Voiturette Tipo D de 1901.
- A voiturette Laurin & Klement A de 1905.